# فرنسيس مراش
فرنسيس بن فتح الله بن نصر الله مرّاش (29 يونيو 1836-1873)، المعروف أيضاً باسم فرنسيس المرّاش أو فرنسيس مرّاش الحلبي، هو أحد كتاب وشعراء النهضة العربية من الشوام الحلبيين، بالإضافة إلى كونه طبيباً. معظم أعماله تدور حول العلوم والدين والتاريخ، حيث أن أعماله محللة تحت ضوء نظرية المعرفة. سافر في أنحاء الشرق الأوسط وفرنسا في شبابه، وبعد القليل من التدريب الطبي وممارسته للطب لمدة عام في مدينته حلب، كان خلالها قد كتب العديد من المؤلفات، التحق بكلية الطب في باريس. إلَّا أن تراجع صحته وفقدان البصر المتزايد أجبراه على العودة إلى مدينة حلب، حيث أنتج العديد من الأعمال الأدبية حتى وفاته في وقت مبكر.
يعتبر موسى ماتي المؤرخ الشرق أوسطي مرّاش أول مثقف عربي عالمي بحق بالإضافة إلى كونه أول كتّاب العصر الحديث. التزم مرّاش بمبادئ الثورة الفرنسية ودافع عنها في أعماله، متضمنةً انتقادًا للحكم العثماني للشرق الأوسط. كما قام بدور كبير في إدخال الرومانسية الفرنسية إلى العالم العربي، وخاصة من خلال أسلوبه في استخدام قصيدة النثر والشعر النثري، حيث كانت كتاباته إحدى النماذج الأولى في الأدب العربي الحديث، ووفقاً لسلمى الخضراء الجيوسي وشموئيل موريه فإن طرق مرّاش في التفكير والشعور، وسبل التعبير عنها، كان لها دائمًا تأثير على الفكر العربي المعاصر وعلى شعراء المهجر.

## حياته

### الخلفية والتعليم
ولد فرنسيس مرّاش في مدينة حلب، التي كانت جزءًا من سوريا العثمانية (حاليًا تشكل جزءًا من سوريا)، ولد لأسرة قديمة من الملكانيين التجار المعروفين باهتماماتهم الأدبية. جانية شهرة وثروة بذلك خلال القرن الثامن عشر، كانت الأسرة قد تأسست بشكل جيد في حلب، على الرغم من مرورها بالعديد من المشاكل، حيث استشهد بطرس مرّاش، أحد أقرباء فرنسيس على يد الأصوليين الروم الأرثوذكس في أبريل 1818. هذا بالإضافة لإبعاد ملكانين كاثوليك آخرين خلال الاضطهاد، بينهم كان الكاهن جبرايل مرّاش. والد فرنسيس، فتح الله حاول نزع فتيل الصراع الطائفي من خلال أطروحته في عام 1849، الذي رفض فيها قانون الإيمان(en [الإنجليزية]). وكان قد بنى مكتبة خاصة كبيرة ليعطي أولاده الثلاثة فرنسيس، وعبد الله، ومريانا تعليمًا شاملًا، ولا سيما في مجال اللغة العربية والأدب.

كانت حلب فيما بعد مركزًا فكريًا رئيسيًا في الدولة العثمانية، حيث ضمت العديد من المفكرين بالإضافة للعديد من الكتب التي ارتبطت بمستقبل العرب. كان هذا ظاهراً في المدارس التبشيرية الفرنسية، التي تعلمت فيها أسرة مرّاش اللغة العربية والفرنسية بالإضافة للغات الأجنبية الأخرى (الإنجليزية والإيطالية). لكن فرنسيس في البداية درس اللغة العربية بشكل خاص. وفي الرابعة من عمره، كان فرنسيس قد أُصيب بالحصبة، ومنذ ذلك الحين عانى من مشاكل العين التي تفاقمت مع مرور الوقت. وعلى أمل العثور على علاج أخذه والده إلى باريس في عام 1850، وبقي فيها لمدة عام تقريبًا، وفيما بعد أُعيد هو إلى حلب بينما بقي والده في باريس. وفي عام 1853 رافق فرنسيس والده في رحلة عمل لعدة أشهر في بيروت، حيث كان التأثر الثقافي بالأوروبيين ملحوظًا. فرنسيس شهد اتصال ثقافي مماثل آخر، عندما تلقى دروسًا خصوصية في الطب لمدة أربع سنوات على يد طبيب بريطاني في حلب، وبعد هذا فقد ازداد اهتمامه بالعلوم، وبالطب بشكل خاص. في هذا الوقت كان قد كتب ونشر العديد من الأعمال. ومارس مرّاش مهنة الطب لمدة عام تقريبًا، على أيّة حال، باعتبار أنه من الأكثر أمنًا لمهنته بأن يصبح طبيبًا مرخصًا له، فقد ذهب إلى باريس لمواصلة تعليمه الطبي في إحدى المدارس. ولكن حالته الصحية المتراجعة والعمى المتزايد أجبراه على التوقف عن الدراسة في غضون عام من وصوله إلى باريس. وعاد إلى حلب أعمى بشكل كامل، ومع ذلك فقد كان ما يزال قادرًا على إدارة شؤونه.

### المسيرة الأدبية والفكر

#### غابة الحق

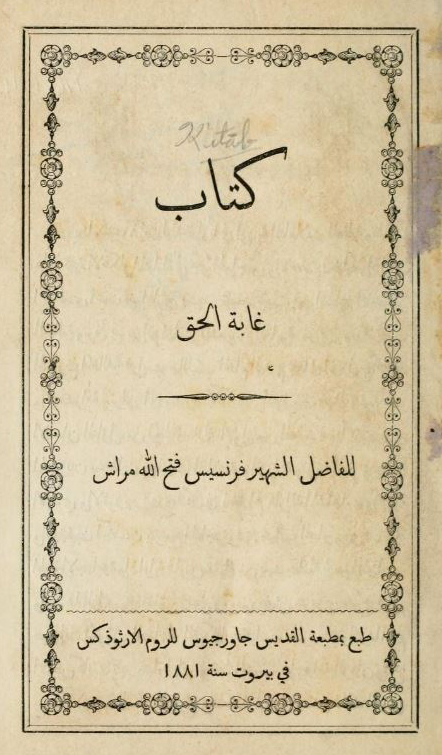
الصفحة الأولى من نسخة مطبوعة من كتاب غابة الحق طبعت عام 1881

نحو عام 1865، نشر مرّاش غابة الحق (الإنجليزية: The Forest of Truth أو The Forest of Justice)، وهي قصة رمزية حول شروط إقامة الحضارة والحرية والمحافظة عليهما. حيث يروي هذا العمل قصة رمزية عن رؤية مروعة عن حرب بين مملكة الحرية ومملكة الرق، ويُحل النزاع بالقبض على الملك الأخير ومحاكمته لاحقاً من قبل ملك الحرية، وملكة الحكمة، ووزير السلام، وأخوية الحب، وقائد جيش الحضارة، مع فيلسوف مدينة النور-الذين يمثلهم المؤلف-كمجلس. أعرب مرّاش في هذا العمل عن أفكار حول الإصلاحات السياسية والاجتماعية، مسلطاً الضوء على حاجة العرب لأمرين قبل أي شيء هما: المدارس الحديثة الوطنية «الخالية من الاعتبارات الدينية». في عام 1870، وبينما كان التميز قائمًا ما بين مفهومي الوطن والأمة وتطبيق هذا المفهوم في سوريا الكبرى، أشار مرّاش إلى الدور التي تلعبه اللغة من بين عدة عوامل أخرى كثقل موازن للاختلافات الدينية والطائفية، وبالتالي في تحديد الهوية الوطنية.

مع أن شاعرية تعابير مرّاش كانت تفتقر إلى الدقة في التفاصيل القانونية التي كانت تميز الأعمال الأدبية في أوروبا المتنورة، فقد ذكر المستشرق شموئيل موريه بأن مرّاش أصبح بعد كتابه غابة الحق، «أول كاتب عربي يعكس التفاؤل ووجهة النظر الإنسانية بالقرن الثامن عشر في أوروبا. ينبع هذا الرأي من الأمل في أن التعليم والعلوم والتكنولوجيا من شأنها حل المشاكل الإنسانية مثل الرق، والتمييز الديني والأمية والمرض والفقر والحرب، والآفات البشرية الأخرى، وأن الكتاب عبّر عن أمل الكاتب في الأُخوة والمساواة بين الشعوب.» حتى الآن، فإن وجهات نظره حول الحرية تختلف عن وجهة نظر ثوار فرنسا ومعاصريه من الشرق الأوسط، فبحسب مرّاش اعتبر بأن التوسل للحصول على الحرية استنادًا للمقاييس الطبيعية فستكون هذه الحرية سطحية، حتّى للطبيعة التي تستجيب لقواعدها الخاصة. ونتيجة لذلك، لا شيء في الكون قد يتوق للحرية دون تلبية الاحتياجات الأساسية والقواعد التي تضمن وجودها. وضروروة إحراز تقدم في هذا المجال قد يبرر إلغاء أيّة قيود لا تخدم وضع نظام جيد. وفي ضوء هذا المنطق وإشارة إلى الحرب الأهلية الأمريكية التي كانت جارية آنذاك، أظهر في غابة الحق تأييده لإلغاء الرق والعبودية.
تكمن أيضًا أهمية هذا العمل في محاولة مرّاش للمزج بين الفكر الأوروبي بقراءته الخاصة في الاعتقاد المسيحي في الحب العالمي. في الواقع فقد حاول مرّاش التوفيق بين الفهم الفلسفي لمفهوم الحرية بالإضافة لاعتقاده بخيرية سلطة الكنيسة الكاثوليكية. كما ذكرت نازك سابا يارد:

### أعمال لاحقة
في عام 1867، نشر مرّاش كتاب رحلة باريس، حول أحداث رحلته الثانية إلى باريس. يبدأ الكتاب في وصف ذهابه من حلب إلى الإسكندرونة واللاذقية وطرابلس، وبيروت، ويافا، والإسكندرية، والقاهرة ثم عودته إلى الإسكندرية حيث كان قد صعد على متن سفينة باتجاه مرسيلياووصل إليها في أكتوبر 1866. أثارت المدن العربية النفور واللامبالاة في نفس مرّاش، عدا القاهرة والإسكندرية حيث كان إسماعيل باشا قد بدأ بمشاريع التحديث. فيما بعد سافر عبر فرنسا وتوقف في ليون قبل أن ينتهي في باريس. فتنت فرنسا مرّاش وخصوصًا باريس; حيث وصف كل شيء في باريس في روايته، من معرض باريس لعام 1867 إلى أضواء الشوارع الغازية، فبهذه كانت الرواية قد أثنت على الحضارة الغربية. في مرآة الأحوال (الشاهدة على حياة مراحل الإنسان)، نُشرت في 1870، حيث قارن مرّاش مرة أخرى بين الشرق والغرب، حيث ورد في كتابه «في حين غرق الشرق عميقًا في الظلام، احتضنت الحضارة الغربية النور». كان قد عبّر مرّاش عن تفاؤله سابقًا إثر الإصلاحات الأولى في عهد السلطان عبد العزيز في عهد الدولة العثمانية التي أعطت طريقًا للتشاؤم في كتابه مشهد الأحوال، كما أدرك أن هذه الإصلاحات سطحية وقال بأنه يأمل بألا تخرج إلى حيّز الوجود. فيما بعد، وفي كتابه درر الصَدف في غرائب الصُدف، الذي نُشر بعد ذلك بعامين قال فيه مصورًا الحياة الاجتماعية اللبنانية آنذاك، ومنتقدًا التقليد الأعمى للعادت الغربية واستخدام الكلمات الفرنسية في الحياة اليومية.

طيلة حياته كان مرّاش قد ألّف عدة مقالات حول العلم (خاصة الرياضيات) أضافًة التعليم، وهو الموضوع الذي يهمه كثيرًا، فقد قال مرّاش في كتابه غابة الحق: "
كما كتب العديد من المقالات في الصحافة الشعبية، حيف نشر في مجلة بطرس البستاني «الجنان»، وأظهر نفسه مفضلًا لتعليم المرأة الذي كان مقتصرًا على القراءة والكتابة إضافًة للقليل من الحساب والجغرافيا والنحو. في العدد الصادر عام 1872 من مجلة الجنان، كتب أنه ليس من الضروري للمرأة «أن تتصرف مثل الرجل، وتهمل واجباتها المنزلية والأسرية، أو أن تعتبر نفسها متفوقة على الرجل»، ومع ذلك فقد تابع مرّاش دراسات أخته. كما أدان مرّاش معاملة الرجال العرب لبناتهم وزوجاتهم بقسوة. لاحقًا نشر في أعماله محاولة إثبات وجود الله والقانون الإلهي والشريعة التي لم تكن مقتصرة على نطاق الشريعة الإسلامية حسب وجهة نظر مرّاش.

## الإرث

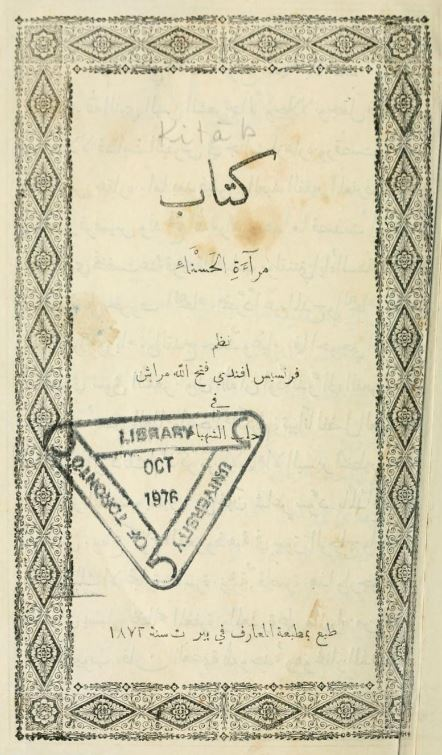
الصفحة الأولى من نسخة مطبوعة من كتاب مرآة الحسناء طبعت عام 1872

غالبًا اشتملت أعمال مرّاش على قصائد حيث كتب مرّاش في الموشحات والزجل وفقًا للمناسبة. شموئيل موريه ذكر بأن مرّاش «حاول إدخال ثورة في الخطابة، والموضوعات، والمجاز، والصور في الشعر العربي الحديث»،  حتى أنه كان أحيانًا يسخر من الموضوعات الشعرية التقليدية. وفي مقدمة كتابه الشعريّ مرآة الحسناء، الذي نُشر للمرة الأولى في عام 1872، رفض مرّاش حتى الأنواع التقليدية من الشعر العربي، وبخاصة المديح، والاستهزاء والسخرية. كان استخدامه للطريقة التقليدية في الإلقاء في إلقاء أفكار جديدة تميز بصعود مرحلة جديدة في الشعر العربي الذي كان يقوم على شعراء المهجر. اعتبر شموئيل موريه بعض فقرات كتابَي غابة الحق ورحلة باريس بأنها شعر نثري، بينما وصفت سلمى الخضراء الجيوسي أعماله النثرية بأنها «غالباً رومانسية اللهجة، بالغة آفاق شعرية، وخطابية، وحيّة، وملونة، وموسيقية»، واصفةً إياه بأنه أول مثال عن الشعر النثري في الأدب العربي الحديث.
كان جبران خليل جبران شديد الإعجاب بمرّاش، الذي قرأ أعماله في مدرسة الحكمة في بيروت. وفقًا لشموئيل موريه، فإن أعمال جبران كانت على صدى أعمال مرّاش و«الكثير من أفكاره عن الاستعباد، والتعليم وتحرير المرأة والحقيقة والخير الطبيعي للإنسان، والأخلاق التالفة في المجتمع». وقد ذكر خليل الحاوي بأن فلسفة مرّاش السالفة الذكر عن الحب العالمي تركت انطباعًا عميقًا في جبران. علاوةً على ذلك، فقد ذكر خالد الحاوي بأن تعابير مرّاش المتكررة أصبحت مخزونًا من الصور بالنسبة للكتّاب العرب في القرن العشرين، فقد ذكر على سبيل المثال: «وديان التأمل العقلي»، و«أجنحة الأفكار»، و«حجاب التاريخ»، و«مملكة الروح»، و«حوريات الغابة، والربيع والفجر»، و«جواهر الضوء»، و«عواصف الأيام والليالي»، و«دخان الانتقام وضباب الغضب». خصّص الشاعر والصحفي خليل مطران قصائدًا لمرّاش وغيره من معاصريه.

## أعماله
- دليل الحرية الإنسانية، عام 1861.[18]
- المرآة الصافية في المبادئ الطبيعية، عام 1861.[18]
- تعزية المكروب وراحة المعتوب، عام 1864،[18]
- غابة الحق في تفصيل الأخلاق الفاضلة، ج.1865،[54]
- رحلة باريس، عام 1867،[18]
- كتاب دليل الطبيعة، ج.1867،[55] [و]
- الكنوز الفنية في الرموز الميمونية، عام 1870، وهي قصيدة تبلغ ما يقارب 500 بيت.[18]
- مشهد الأحوال، عام 1870، وهي مجموعة من القصائد والأعمال القصيرة في النثر المُقفّى.[56]
- دُرَر الصَدف في غَرائِب الصُدَف، عام 1872، وهي مجموعة من القصائد والأعمال القصيرة في النثر المُقفّى.[57]
- مرآة الحسناء، عام 1872.[18]
- شهادة الطبيعة في وجود الله والشريعة، عام 1892 (بعد وفاته).[18]